# Terentia Varrones
Terentia Varrones (98 v.Chr. - 4 n.Chr.) was de echtgenote van de Romeinse staatsman en schrijver Marcus Tullius Cicero, met wie zij rond 80 v.Chr. in het huwelijk trad. Ze behoorde tot een zeer vermogende familie, die Cicero regelmatig financieel steunde bij de uitbouw van zijn politieke loopbaan.
Terentia’s zuster Fabia, een Vestaalse Maagd, was in opspraak gebracht door Lucius Sergius Catilina, en hiervoor gestraft wegens overtreding van de religieuze voorschriften betreffende de zuiverheid. Dit is een mogelijke verklaring voor de verbetenheid waarmee Cicero Catilina vanwege diens samenzwering vervolgde en als gewetenloze misdadiger afschilderde.
Terentia schonk haar echtgenoot twee kinderen: een dochter Tullia in 79 of 78 v.Chr., en een zoon Marcus in 65 v.Chr. Aanvankelijk kenden Terentia en Cicero een gelukkig huwelijksleven, zoals mag blijken uit haar interesse voor diens politieke activiteiten. Ook tijdens zijn verbanningsperiode stond zij volledig achter haar echtgenoot. Maar na zijn terugroeping verslechterde hun relatie, onder meer als gevolg van Terentia’s eigenmachtige optreden in het huwelijk van hun dochter Tullia met Dolabella. De verloving werd buiten het medeweten van Cicero geregeld, en het huwelijk tegen zijn zin gesloten. Cicero had het ook moeilijk met de sterke financiële positie van zijn vermogende echtgenote, waardoor zij onevenredig veel macht over hem had gekregen. In 48 v.Chr., na meer dan 30 jaar huwelijksleven, kwam het tot een breuk, en in 46 tot een echtscheiding. De dood van hun dochter Tullia in 45, maakte de geestelijke ontreddering van Cicero nog dieper.
Daarna hertrouwde Terentia nog met Cicero’s politieke tegenstander, de historicus Sallustius, en zelfs nog voor een derde maal met Messala Corvinus. Ze overleed volgens Plinius en Valerius Maximus op de voor de oudheid uitzonderlijk hoge leeftijd van 103 jaar.
Onder Cicero’s correspondentie is het 14e boek van de collectie Ad Familiares integraal aan Terentia gericht.

## Verder lezen
- Adelheid van Beuningen - Terentia, Podium, Amsterdam (1999)